# Myxilla dentata
Myxilla dentata är en svampdjursart som beskrevs av Topsent 1904. Myxilla dentata ingår i släktet Myxilla och familjen Myxillidae. Inga underarter finns listade i Catalogue of Life.